# Уланов, Илья Евстафьевич
Илья Евстафьевич Уланов (1911—1989) — подполковник Советской Армии, участник Великой Отечественной войны, Герой Советского Союза (1944).

## Биография
Родился 15 августа 1911 года в деревне Заборье (ныне — Нюксенский район Вологодской области). Окончив семь классов школы, работал завхозом в больнице. В 1933 году был призван на службу в Рабоче-крестьянскую Красную Армию. Участвовал в польском походе. В 1940 году окончил курсы младших лейтенантов. С начала Великой Отечественной войны — на её фронтах. В 1942 году окончил курсы усовершенствования командного состава.
К октябрю 1943 года капитан Илья Уланов был старшим адъютантом 3-го батальона 931-го стрелкового полка 240-й стрелковой дивизии 38-й армии Воронежского фронта. Отличился во время битвы за Днепр. В ночь с 1 на 2 октября 1943 года Ульянов во главе передового отряда переправился через Днепр в районе села Лютеж Вышгородского района Киевской области Украинской ССР и принял активное участие в боях за захват и удержание плацдарма на его западном берегу, отразив большое количество немецких контратак и продержавшись до переправы основных сил. На вторые сутки боя возглавил штурм немецкого опорного пункта. 6 октября 1943 года принял на себя управление частями батальона во время отражения восьми ожесточённых немецких контратак, лично участвовал в боях.
Указом Президиума Верховного Совета СССР «О присвоении звания Героя Советского Союза генералам, офицерскому, сержантскому и рядовому составу Красной Армии» от 10 января 1944 года за «образцовое выполнение боевых заданий командования на фронте борьбы с немецко-фашистскими захватчиками и проявленные при этом отвагу и геройство» был удостоен высокого звания Героя Советского Союза с вручением ордена Ленина и медали «Золотая Звезда» за номером 2249.
После окончания войны продолжил службу в Советской Армии. В 1945 году он окончил курсы «Выстрел», в 1948 году — Военную академию имени М. В. Фрунзе. В 1957 году в звании подполковника был уволен в запас. Проживал и работал в Вологде. Скончался 14 июня 1989 года, похоронен на Пошехонском кладбище Вологды.
Был также награждён двумя орденами Красного Знамени, двумя орденами Отечественной войны 1-й степени, орденами Отечественной войны 2-й степени и Красной Звезды, рядом медалей.